# غريغ دايموند
غريغ دايموند (بالإنجليزية: Gregg Diamond)‏ هو ملحن وعازف بيانو أمريكي، ولد في 4 مايو 1949 في نيويورك في الولايات المتحدة، وتوفي في 14 مارس 1999.

## وصلات خارجية
- غريغ دايموند على موقع IMDb (الإنجليزية)
- غريغ دايموند على موقع ميوزك برينز (الإنجليزية)
- غريغ دايموند على موقع ديسكوغز (الإنجليزية)